# 연습곡 Op. 10, 3번 (쇼팽)

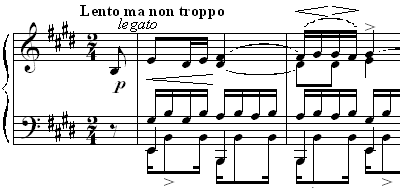
쇼팽 연습곡 Op. 10의 3번의 첫 마디

쇼팽의 연습곡 Op. 10, 3번(Étude Op. 10, No. 3)은 프레데리크 쇼팽이 1832년에 작곡한 곡으로 이듬해인 1833년에 프랑스, 독일과 영국 등지에서 출판되었다. 쇼팽의 작품번호 10번 중 3번이다. 이 곡을 작곡하며 쇼팽 자신은 "이토록 감미로운 멜로디는 내 생애 처음이다"라는 말을 남겼다. 3번은 이별의 곡으로 널리 알려져 있으며 쇼팽의 연습곡 27개 중 느린 멜로디를 가진 몇 안되는 곡이다. 따라서 느린 만큼 곡에 깃들어 있는 감정이 매우 풍부하며 화성과 레가토 기법이 두드러지게 사용되었다. 이 곡도 다른 쇼팽의 연습곡처럼 A-B-A의 세도막 형식을 띤다.

## 명칭
이 연습곡은 국가마다 다양한 별칭을 갖고 있다. 일본에서는 이별의 노래(일본어: 別れの曲)로, 서유럽권에선 주로 Tristesse(슬픔)으로 알려져있다. 국지적으로, 프랑스어권 국가에서는 L'intimité(친밀감), 영어권 국가에서는 Farewell 또는 L' Adieu(이별)로 불린다.

## 난이도
로베르트 슈만의 1836년 피아노 연주곡에 대한 글에서 이 연습곡은 "한 손으로 멜로디와 반주를 동시에" 범주로 분류된다. 프랑스 피아니스트 알프레드 코르토는 특히 " 다성 및 레가토 연주", "손가락의 개별 음색" 및 "약한 손가락이 주는 강렬한 표현력"의 중요성을 언급했다.